# Yvonne Bolduc
Pour les articles homonymes, voir Bolduc.
Yvonne Bolduc, née le 12 mai 1905 à Baie-Saint-Paul, et morte le 19 août 1983 dans la même ville, est une peintre et sculptrice québécoise.
Elle est la sœur de Blanche Bolduc, une autre peintre québécoise de renom.

## Biographie
Yvonne Bolduc naît à Baie-Saint-Paul en 1905, et est donc l'aînée des deux sœurs. Contrairement à Blanche, elle effectue sa formation artistique très tôt, par elle-même, notamment en pratiquant la sculpture sur bois à l'ébénisterie de son père. Elle apprend aussi la peinture, avec comme inspiration Clarence Gagnon et A. Y. Jackson, deux peintres venus dans la région pour ses paysages naturels. Ses premiers matériaux de peinture étaient faits à la main, comme ses toiles en sacs de jute et sa peinture avec des pigments naturels trouvés dans la campagne de Charlevoix. Elle ouvre très tôt un comptoir de vente où elle propose ses œuvres, ainsi que plusieurs souvenirs artisanaux aux touristes venant dans la région. Dès 1923, son commerce est assez lucratif pour qu'elle subvienne à ses besoins. Selon elle, l'aisance financière qu'elle et sa sœur atteignent est due à l'emplacement de leur maison, proche de la route nationale où passait de nombreux touristes. Ses peintures sont inspirées de son quotidien et de l'environnement autour d'elle. Elle est alors une artiste multidisciplinaire, pratiquant la sculpture, la peinture et la tapisserie. Elle organise sa première exposition en 1935, au Studio Gwynne à Montréal. À Montréal, elle rencontre plusieurs figures influentes de l'art québécois comme Ozias Leduc, Jean Dallaire, Rodolphe Duguay, Marc-Aurèle Fortin et Albert Rousseau. Yvonne participe plus tard à une série d'expositions à Pointe-au-Pic de 1934 à 1939. C'est aussi à cette époque qu'elle acquiert une renommée dans la province et à l'international, et participe à plusieurs expositions aux États-Unis, comme à New York et à Andover, et même au Brésil. 
En 1947, Dydime Bolduc, le frère d'Yvonne, achète une maison sur la rue Sainte-Anne, qui deviendra le lieu où elles vont principalement peindre. En 1971, Dydime et Yvonne cède une moitié de la maison à Blanche. Elle réalise aussi plusieurs tableaux inspirés de romans qu'elle a lu, comme Maria Chapdelaine, de Louis Hémon, ou Un homme et son péché, de Claude-Henri Grignon. Yvonne Bolduc meurt dans sa ville natale en 1983, âgée de 78 ans. Elle était une figure importante de l'art naïf.
La maison Blanche et Yvonne Bolduc peut encore être visitée au XXIe siècle. Construite en 1880, elle abrite aujourd'hui un restaurant.

## Collections
- Musée d'art contemporain de Baie-Saint-Paul[5]
- Musée de Charlevoix
- Musée de la civilisation[6]
- Musée des Ursulines de Trois-Rivières
- Les Petites Franciscaines de Marie
- Pulperie de Chicoutimi
- Galerie nationale du Canada
- Canadian Woman Artists History Initiative Documentation Centre (Université Concordia)
- Musée des beaux-arts de l'Ontario
- Artexte
- Bibliothèque des beaux-arts (Université de la Colombie-Britannique)
- Musée des beaux-arts de Montréal